# Hospedaje (viaje)

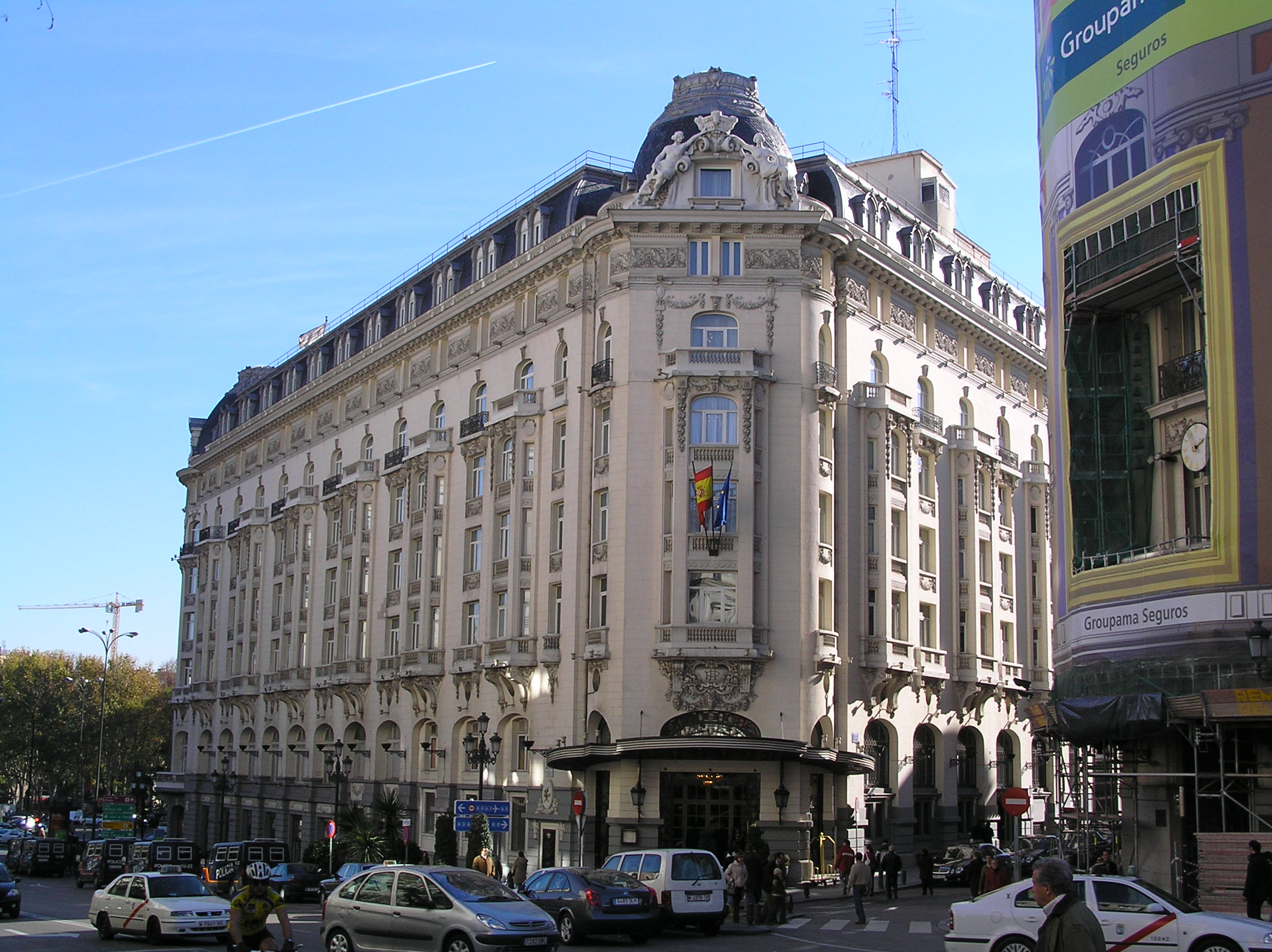
Hotel Palace en 2005 en Madrid, España.

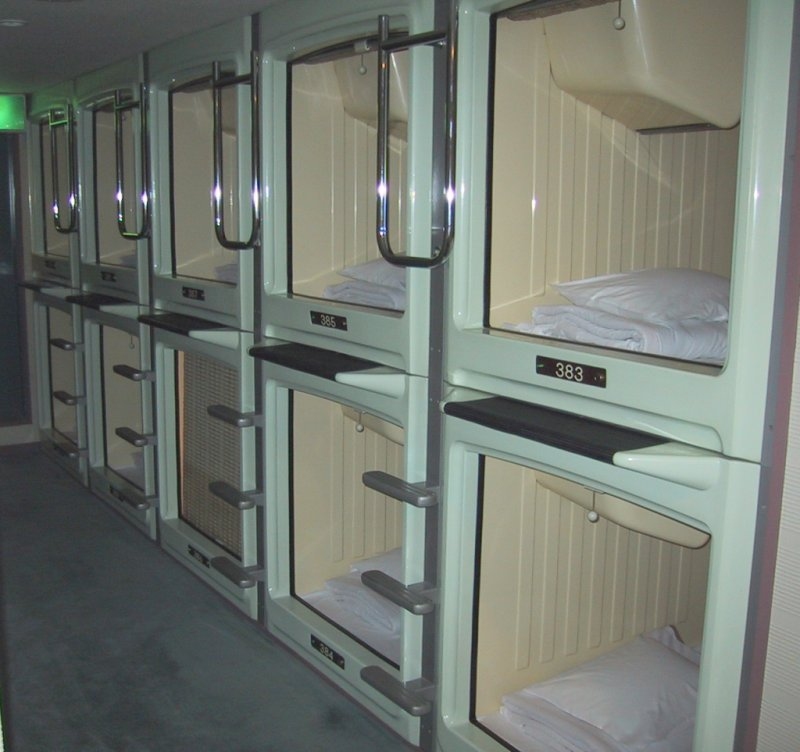
Hotel cápsula en Osaka (Japón)

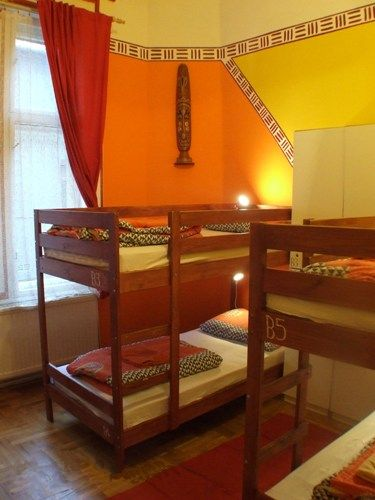
Dormitorio de un albergue en Budapest, Hungría.

Un hospedaje u hostelaje (del latín Hospitalitas) es un tipo de alojamiento temporal que se da a una persona como invitado o mediante pago en un lugar que le sirva al menos durante la noche.

"Alojamiento, acogida y recibimiento que se hace a alguna persona, poniéndole a cubierto de las inclemencias, para que esté con comodidad y asistido."
Diccionario de la lengua castellana, 1734

Las personas que viajan fuera de su casa por más de un día necesitan un alojamiento para dormir, pero también para que tenga una garantía de seguridad, para protegerse del frío o el mal tiempo, para guardar su equipaje y permitirle acceder a las funciones de aseo más comunes. 
La forma de alojamiento comercial más usual es el hotel, pero también puede ser en un motel, hostal, posada o albergue, en un alojamiento comercial de una casa privada por un precio, como los Bed and breakfast, casa de huéspedes, o alquiler vacacional, o en alojamientos no comercialles, con miembros de servicios de hospitalidad o incluso en casa de amigos o parientes, en una tienda de campaña, autocaravana o cámper. Los alojamientos pueden ser del tipo de autoservicio, en cuyo caso no suele proporcionarse comida, aunque suelen existir instalaciones donde cocinar.

## Historia
Desde el principio de la historia, siempre han existido hospedajes para poder alojar a viajeros importantes o facilitar el tráfico comercial. En el Imperio Romano existían establecimientos especializados, las mansios que se situaban a lo largo de sus calzadas y eran mantenidas por el gobierno central para el uso de oficiales del Imperio y mercaderes en sus viajes. 
Durante la Edad Media, y en la Corona de Castilla y otros países, sobre todo a partir del siglo XIII, los hospicium y los mansionaticum denotan la obligación que tienen los habitantes de un lugar de dar alojamiento al rey o señor y su séquito cuando lo necesitasen, aunque había excepciones en el caso de clérigos, doncellas o viudas. Posteriormente los villanos podían pagar un tributo, el yantar a cambio de no soportar el hospedaje de sus señores.
Las órdenes monásticas también facilitaban hospedaje a los viajeros en regiones peligrosas como el caso del paso del Gran San Bernardo donde en 1035 la Congregación Hospitalaria del Gran San Bernardo construyó un hospedaje para acoger, asistir y proteger a los viajeros. Marco Polo al viajar a China en el siglo XIII encontró un extenso sistema de Casas de postas que facilitaba alojamiento para viajeros y estaciones de paso del servicio postal mongol.